# Tölt

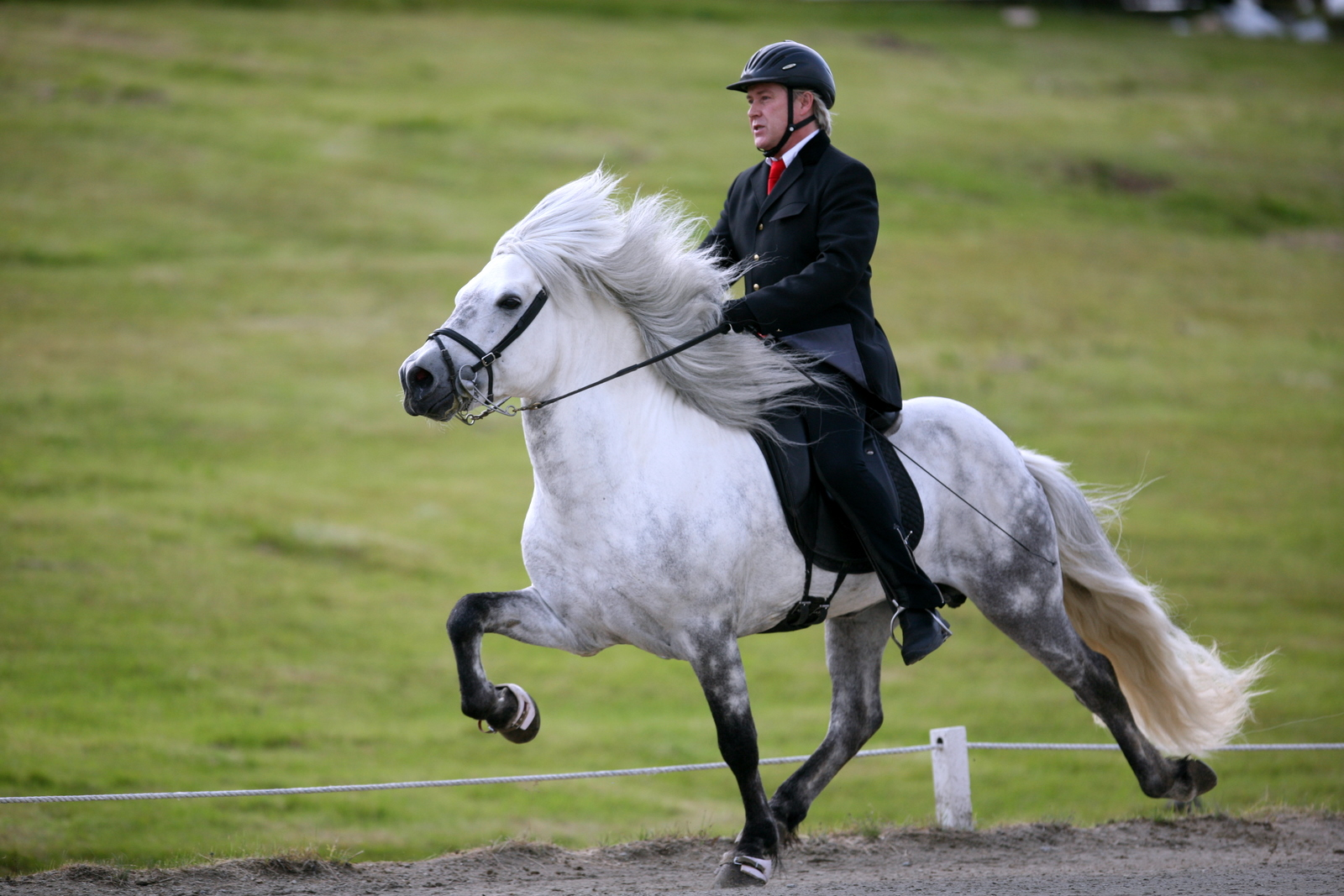
Tölt

Le tölt (dont la prononciation est teult) est une allure naturelle d'amble rompu à quatre temps. La particularité de cette allure est que le cheval a toujours au moins un pied au sol. Le premier cheval connu à pratiquer le tölt fut le cheval islandais. Cette allure est connue sous le terme américain de gait ou de single foot. Cette cinquième allure doit être innée, comme pour les chevaux de la race des Rocky Mountain Horse ou les chevaux islandais, et non acquise.